# Site d'Arjuzanx
Le site d'Arjuzanx est un ancien site d'extraction de lignite à ciel ouvert, où des travaux de renaturation ont permis l'émergence d'habitats adaptés à l'accueil de nombreuses espèces animales et végétales rares ou menacées. Il se situe sur les communes de Morcenx-la-Nouvelle, de Rion-des-Landes et de Villenave, dans le département français des Landes. Le site est en partie classé réserve naturelle nationale en septembre 2022.

## Présentation
Le site tient son nom de l'ancienne commune d'Arjuzanx. Il s'étend sur 2 673 hectares, dont  2 205 sont classés en réserve naturelle nationale, un des plus hauts degrés de protection en droit français. Les milieux naturels qui le composent sont diversifiés du fait de la présence de vastes plans d'eau, d'un ensemble de mares appelées « bassines », de pelouses sèches et de landes humides, vestiges de l'ancien paysage des Landes de Gascogne, sur des terrains non affectés par l'exploitation minière. 
Il s'agit d'un site d'importance internationale pour l'hivernage de la grue cendrée, espèce emblématique du site (entre 20 000 et 30 000 grues hivernent chaque année et jusqu'à 80 000 font une halte migratoire).
La réserve d'Arjuzanx est le second site le plus important de passage migratoire en France pour bon nombre d'espèces derrière le lac de Der et devant le lac de Puydarrieux.

### Exploitation minière
Dès le milieu du XIXe siècle, le curé de la paroisse identifie un affleurement de lignite dans le Bez, un affluent de la Midouze, mais l'exploitation minière ne débute qu'en 1958 pour une durée 34 ans. Elle est menée par EDF en vue d'alimenter une centrale thermique. Le chantier de la centrale est lancé par EDF sous la direction de la R.E.T. II (Région d'Équipement Thermique II de Saint-Denis) de 1962 à 1964. Le panorama traditionnel se transforme alors en une mine à ciel ouvert. Le lignite excavé au moyen de pelleteuses est acheminé vers la centrale électrique par des tapis roulants. Cette centrale, constituée de deux tranches de 125 MW, est raccordée au réseau électrique national au travers du poste de Cantegrit (400kV/225kV). Jusqu'à 750 ouvriers travaillent sur site. En 1964, la puissance de la centrale est doublée, atteignant 250 MW. Pendant les 34 années d'exploitation du site, 38 millions de tonnes de lignite ont été extraites, pour un volume de 296 millions de m³ de morts-terrains.
La centrale ferme en 1992 avant d'être démantelée entre 1994 et 1996. Tous les bâtiments (chaufferie, salle des machines, aéroréfrigérants) sont démolis et le site revient à la nature.

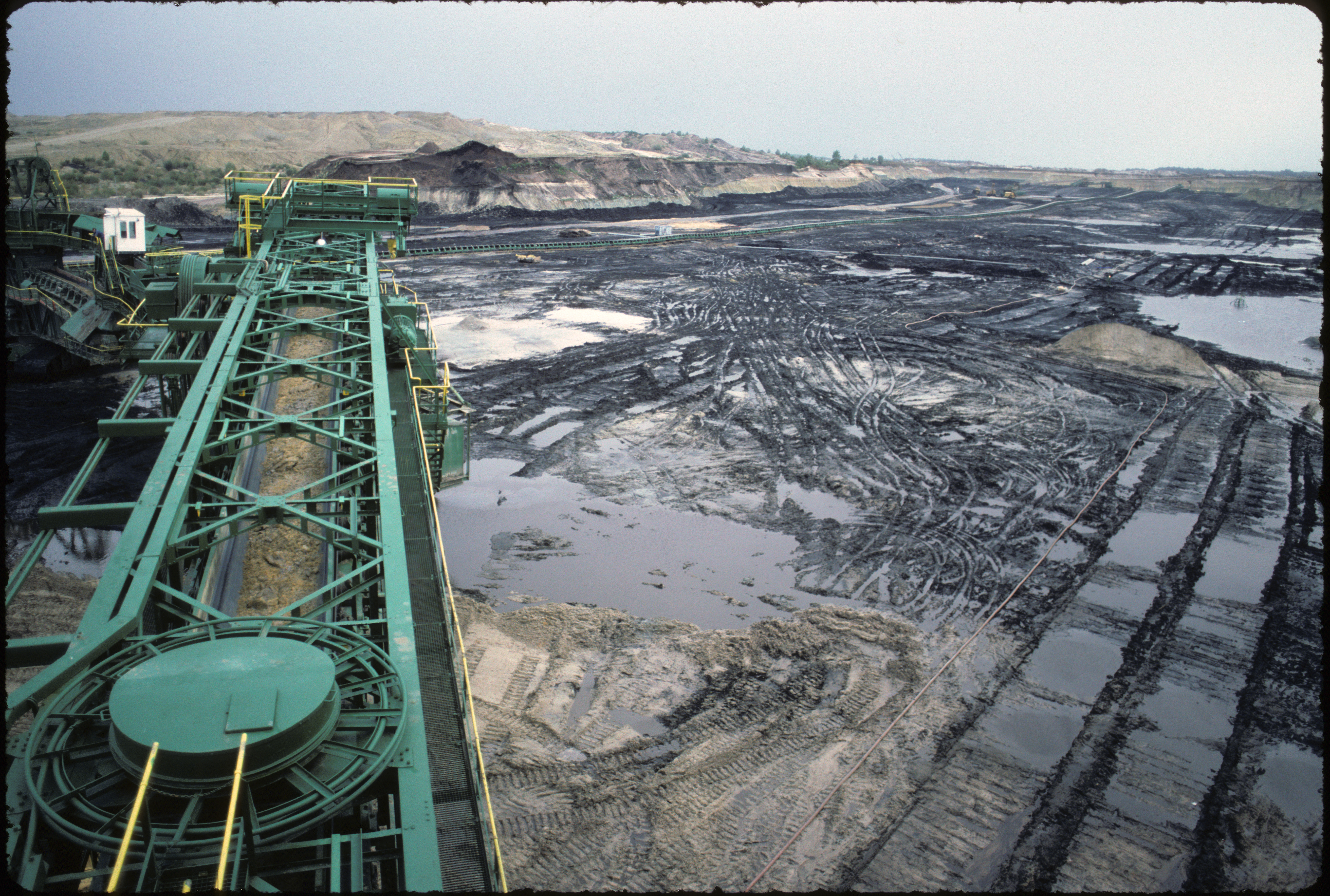
Exploitation minière du site d'Arjuzanx en 1982

### Renaturation du site
L'Office national de la chasse et de la faune sauvage apporte dès 1981 et jusqu'à 1996 une aide technique à EDF pour la réhabilitation du site. Durant ces années,  les sols sont fixés grâce à l'aménagement de 400 ha de prairies et la plantation de près d'un million de pins maritimes et de robiniers faux acacias, variétés les plus adaptées aux sols devenus stériles. Grâce aux premiers sols fertiles, d'autres variétés prennent racine, telles que les chênes pédonculés, poiriers et pommiers sauvages, aubépines, aulnes et saules. 
Le site est acquis en 2002 par le conseil général des Landes. Il en confie la gestion en 2004 au Syndicat mixte de gestion des milieux naturels landais, dans un objectif de protection de valorisation du patrimoine naturel.

## Intérêt écologique
Le site d'Arjuzanx un réservoir de biodiversité exceptionnel totalisant 2521 espèces inventoriées.
Il se compose de différents biotopes : secs, humides, fermés (notamment 200 bassines, des trous remplis d'eau de pluie et peuplés de végétation aquatique). Dans ces milieux oligotrophes cohabitent plantes carnivores, passereaux, écrevisses, loutres d'Europe, amphibiens ou cistudes.

### Classement
Le site fait  l'objet d'un inventaire ZNIEFF de type 1. 
Il est classé en réserve nationale de chasse et de faune sauvage en 1987. 
En 2002, il intègre le réseau européen Natura 2000 dans le cadre de la Directive oiseaux en étant classé en zone de protection spéciale (ZPS), , .
En septembre 2022, est créée la réserve naturelle nationale d'Arjuzanx.

## Tourisme
Parmi les sites naturels de la région Nouvelle-Aquitaine, le site se classe deuxième en termes de fréquentation touristique avec une fréquentation annuelle de 200 000 visiteurs, proposant une plage pour la baignade et des postes d'observation de la faune sauvage.

## Filmographie
- Au cœur du tournage de Frédéric Fougea, 2015, reportage décrivant le tournage du téléfilm animalier Le plus beau pays du monde 2 en particulier les grues au site d'Arjuzanx[16].